# De profesión sospechosos
De profesión sospechosos è un film commedia del 1966 diretto da Enrique Carreras.

## Trama
Due coniugi che vivono un matrimonio infelice si recano in una villa per trascorrere le vacanze. Qui, il guardiano diffonde la voce che l'uomo stia meditando di uccidere la consorte così come aveva fatto con la prima moglie, deceduta molti anni prima. Quando la signora sparisce dalla villa e in una valigia viene trovato il cadavere di una donna senza testa, l'uomo deve difendersi dalle accuse di omicidio.

## Produzione
Il film fu tratto dall'omonima opera teatrale di Alfonso Paso. Co-produzione argentina e spagnola, uscì nelle sale argentine a maggio del 1966 e in quelle spagnole a novembre del 1968. 
Antonio Prieto, in duplice veste di attore e cantante, interpretò i brani: El amor, Si te fueras de mi, Enamorate e il cha-cha-cha flamenco El mesmito.

## Accoglienza
Il film ottenne al botteghino 85.835 spettatori.
Il quotidiano La Nación recensì positivamente la pellicola: "Delitti, misteri, personaggi spaventosi che vanno e vengono continuamente, errori, incomprensioni e un continuo gioco di gag e trucchi verbali molto elementari. È, in generale, divertente".
Manuel Rey su El Mundo scrisse: "C'è pochissimo cinema qui. Un sacco di teatro (...) Se c'è qualcosa che rimane in piedi, è la comicità di José Marrone realizzata non proprio sull'ingegno, ma in modo diretto, personale".